# Куликов, Евгений Васильевич (материаловед)
Евгений Васильевич Куликов — российский инженер, учёный, специалист в области материаловедения, лауреат Государственной премии СССР.
Родился  8 июня 1930 г. в г. Струнино Владимирской области.
Окончил Московский энергетический институт (1954, инженер-конструктор по котлостроению) и вечернее отделение Московского инженерно-физического института (1968, инженер-физик).
Трудовая деятельность:
- 1954—1970 ОКБ «Гидропресс» (Подольск) (разработка атомных реакторов) в должностях от конструктора до зам. главного конструктора;
- 1970—1973 начальник — гл. конструктор ОКБ «Заря»;
- 1973—1978 зам. гл. конструктора ОКБ «Гидропресс»;
- 1978—1986 зам. начальника, с апреля 1982 года по июнь 1986 г. начальник 16-го ГУ Минсредмаша СССР. В качестве начальника главка курировал связанные с ядерной энергетикой научно-исследовательские институты и конструкторские бюро, испытательные центры, новые атомные электростанции Понижен в должности после аварии на Чернобыльской АЭС[1];
- 1986—1991 зам. начальника НТУ Минсредмаша и Минатома СССР;
- 1991—1996 начальник главного научно-технического управления Минатома РФ;
- с 1996 советник начальника ГНТУ Минатома РФ.

Профессиональные интересы: прочность материалов, теплофизика, гидродинамика, конструкция реакторных установок, АС и их компонентов.
Кандидат технических наук.
В 1973—1977 гг. в качестве заместителя гл. конструктора ОКБ «Гидропресс» возглавлял направление по проектированию первой силовой установки БМ-40/А с жидкометаллическим теплоносителем для АПЛ проекта 705К. За успешное выполнение этого задания стал лауреатом Государственной премии СССР.
Заслуженный деятель науки и техники РСФСР. Награждён орденом Трудового Красного Знамени.